# 伊布爾河
伊布爾河（烏克蘭語：Ібр），是烏克蘭北部的河流，屬於捷捷列夫河的支流。該河流經日托米爾州的日托米爾區，河道全長16.25公里，流域面積114平方公里。